# Mildenburg (Miltenberg)
Die Mildenburg ist eine Mitte des 12. Jahrhunderts entstandene, ursprünglich staufische, später mainzische Burg (Spornburg) oberhalb der Kreisstadt Miltenberg im unterfränkischen Landkreis Miltenberg in Bayern.

## Name
Der Name Mildenburg, ursprünglich Mildenberg oder Miltenberg, besteht aus den mittelhochdeutschen Wörtern milte im Sinne von gütig oder freigebig und bërc für Berg oder Burg. Sie sollten die Eigenschaften der Burg und ihres Herrn charakterisieren. Der Burgname ging auf den Ort Miltenberg über.

## Geschichte
Die auf einem nördlichen Vorsprung des Greinbergs errichtete Mildenburg wurde nach Forschungsergebnissen von Wolfgang Hartmann (s. u. Literatur) sehr wahrscheinlich ab 1144 von einem Angehörigen der edelfreien Herren von Weinsberg namens Burkard im Auftrag König Konrads III. erbaut. 1140 hatte der erste Herrscher aus dem Hochadelsgeschlecht der Staufer in der Schlacht von Weinsberg (bei Heilbronn) seinen mächtigen Gegner Herzog Welf VI. besiegt. Den Frauen der kapitulierenden Besatzung der welfischen Burg Weinsberg erlaubte Konrad freien Abzug mit tragbarer Habe. Die Frauen nutzten diese Zusage zu einer List: Sie trugen ihre Männer aus der Burg und retteten sie somit vor der drohenden Hinrichtung. Durch die in der Kölner Königschronik verbürgte Begebenheit ist der Begriff „Treue Weiber von Weinsberg“ weltweit berühmt geworden. Die Burg Weinsberg kam durch dieses Ereignis zu ihrem Namen „Weibertreu“.
König Konrad hat sein Versprechen gehalten und die Frauen mit ihrer unerwarteten „Habe“ gehen lassen. Wie erschlossen werden konnte, beauftragte der Staufer wenige Jahre später den Anführer der begnadigten Burgverteidiger namens Burkard sowie dessen Bruder Rupert – er wurde zum Stammvater der Herren von Dürn (Walldürn) – mit der Erbauung von zwei Burgen auf Besitz des Klosters Amorbach, dessen Obervogtei er 1144 übernommen hatte. Die beiden an strategisch vorteilhaften Positionen des verkehrswichtigen südlichen Mainvierecks errichteten staufischen Burgen erhielten die Namen Mildenburg und Frohburg (Vorgängerin der Freudenburg, als „Räuberschlösschen“ bekannt). Ihre Benennungen bringen offensichtlich die Dankbarkeit der Weinsberger gegenüber König Konrad zum Ausdruck und rühmen seine Milde.
Wahrscheinlich gelangte die Mildenburg um 1200, während des Deutschen Thronstreits zwischen Staufern und Welfen, in den Besitz des Mainzer Erzbischofs Siegfried II. von Eppstein. Er urkundete 1226 in „Miltinberg“, sicherlich auf der erstmals 1248 als Mainzer Lehensbesitz (der Dürn) namentlich belegten „Miltenburch“. Sie sicherte die mainzische Machtposition und Zollstelle am südwestlichen Untermain. Bis ins 18. Jahrhundert diente die Burg als Amtssitz der adeligen Mainzer Burggrafen in ihrer Eigenschaft als Vertreter des Landesherrn im Amt Miltenberg.
Der aus Buckelquadern erbaute, 27 Meter hohe Bergfried ist der älteste Teil der Burganlage. Er ist an der meistgefährdeten Stelle, dem ansteigenden Hang gegen Süden, angelegt. Das heutige Wohngebäude mit hohem Dach und Treppengiebel wurde von 1390 bis 1396 unter dem Mainzer Erzbischof Konrad von Weinsberg erbaut. Die bereits 1525 im Bauernkrieg eroberte Burg wurde 1552 im Zweiten Markgrafenkrieg zerstört und erneut eingenommen.
Die Burg wurde mehrfach erweitert und nach der Zerstörung im Markgrafenkrieg durch den Erzbischof Daniel Brendel von Homburg (1555–1582) teilweise wieder aufgebaut.
Die Burg diente bis ins 18. Jahrhundert als Sitz der erzbischöflichen Burggrafen.

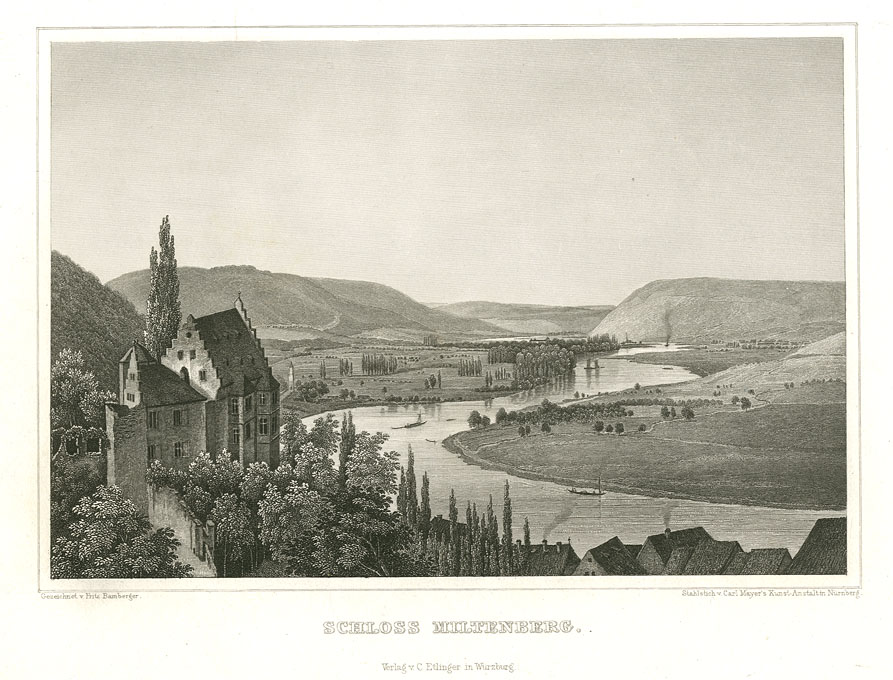
Mildenburg 1847

1803 fiel die Burg an den Fürsten von Leiningen.
Von 1807 bis 1979 war sie in Privatbesitz. Eigentümer waren unter anderem Friedrich Gustav Habel (1858–1867) und Wilhelm Conrady (1867–1903), 1908 kam sie durch Kauf in den Besitz der Familie von Normann-Loshausen. Die Anlage des Burghofes im Stil der Burgenromantik des 19. Jahrhunderts sowie umfangreiche Umbau- und Modernisierungsmaßnahmen der Innenräume folgten. 1943–1979 war die Burg in Besitz der Normann-Loshausenschen Erben, der Familie Bock von Wülfingen, dann erwarb die Stadt Miltenberg den Gebäudekomplex.
Im Juli 2011 wurde die Burg wieder eröffnet und beherbergt nun ein Museum zu Ikonen und moderner Kunst.

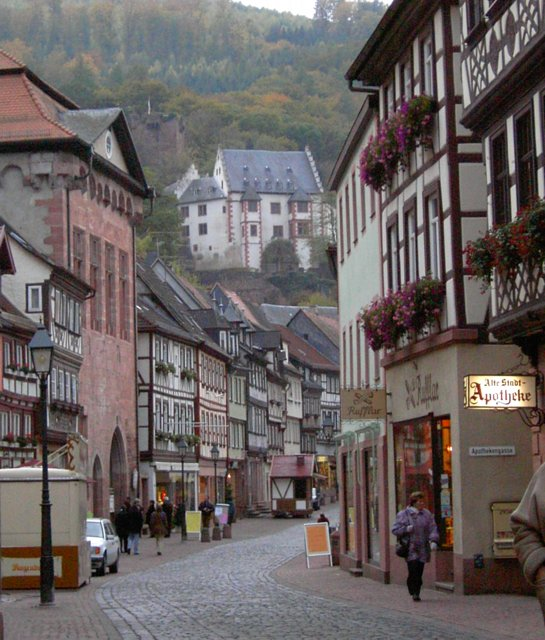
Blick von der Altstadt auf die Burg
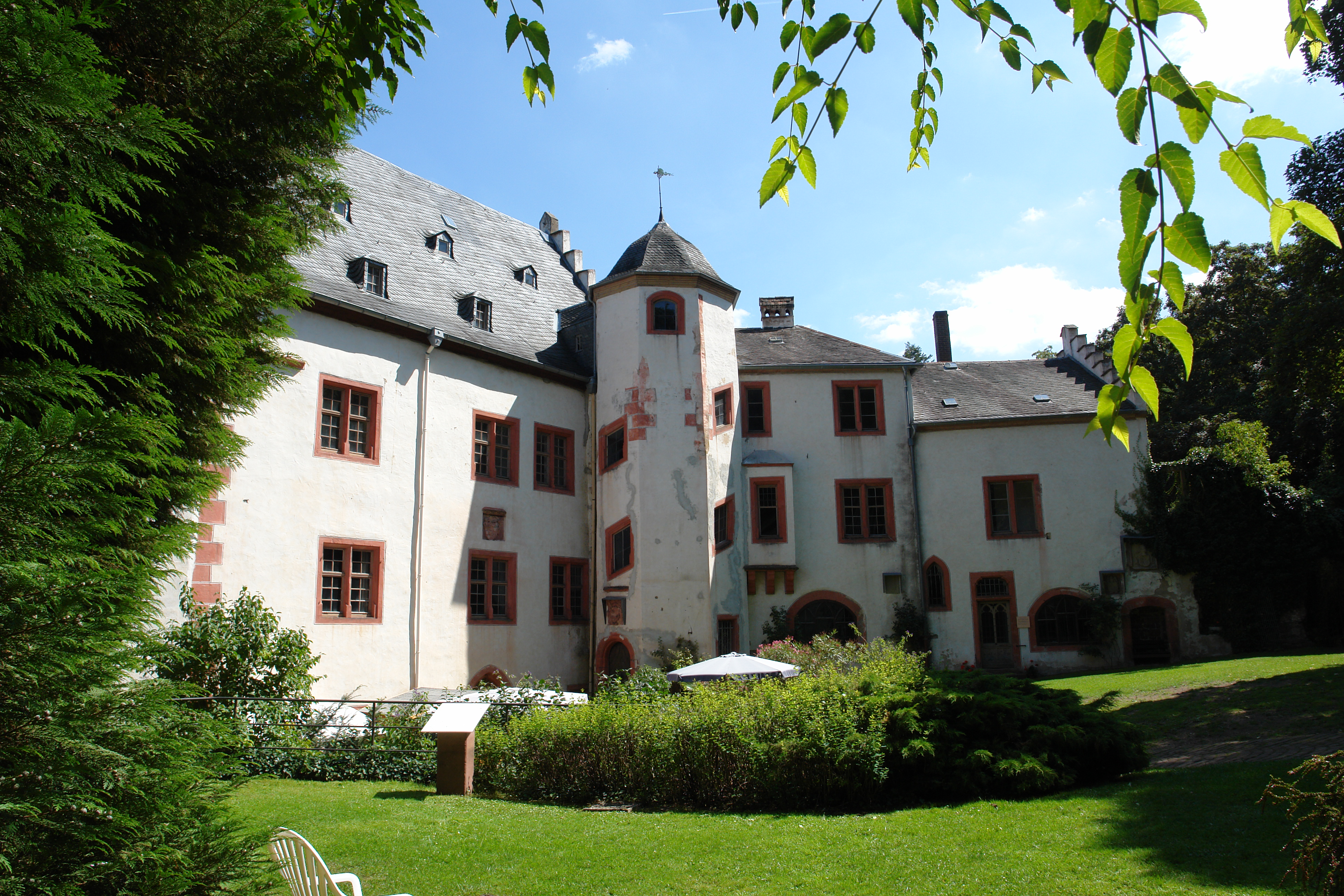
Palas und Kemenate
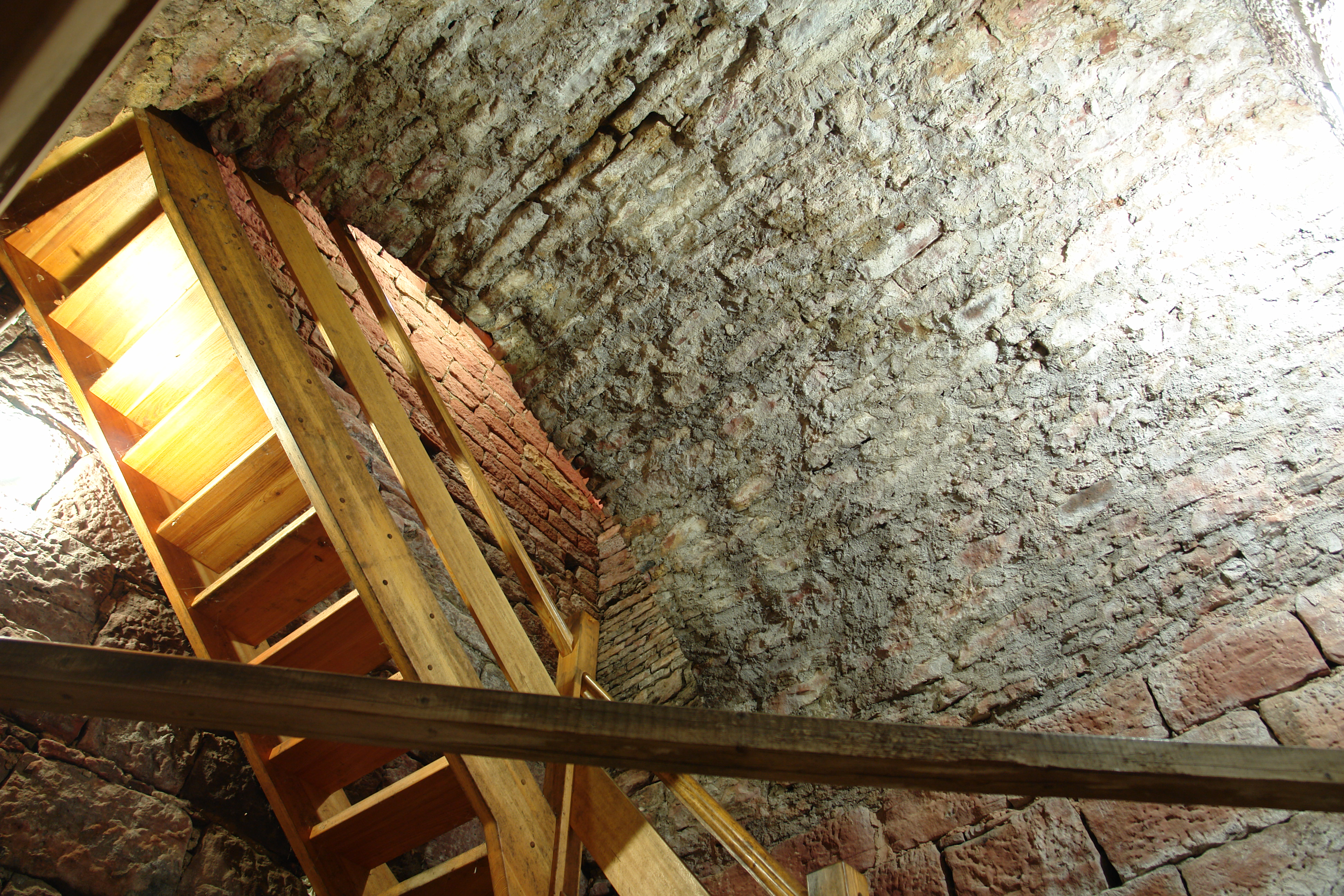
Im Inneren des Bergfrieds
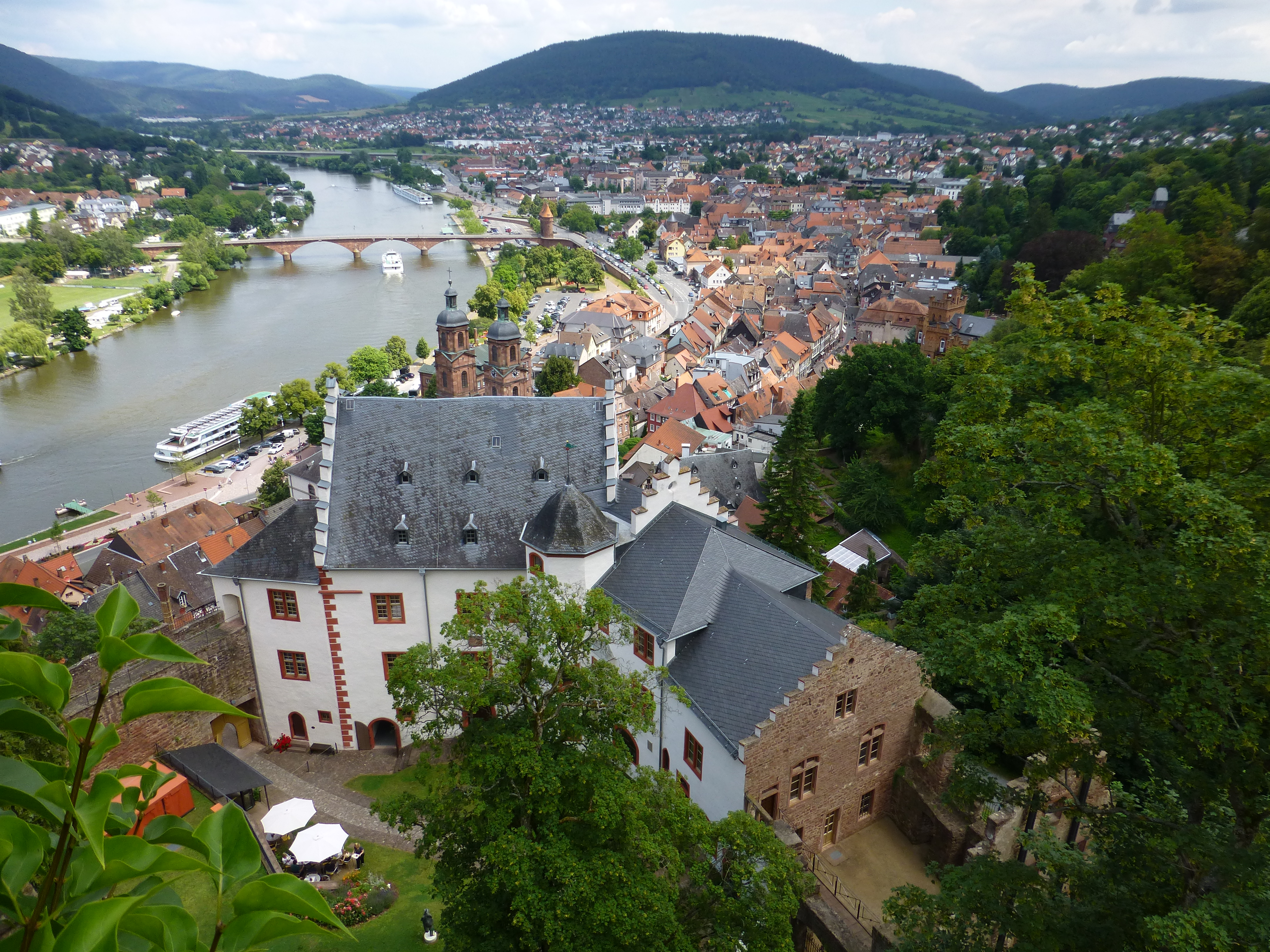
Blick vom Bergfried über die Burg auf die Stadt
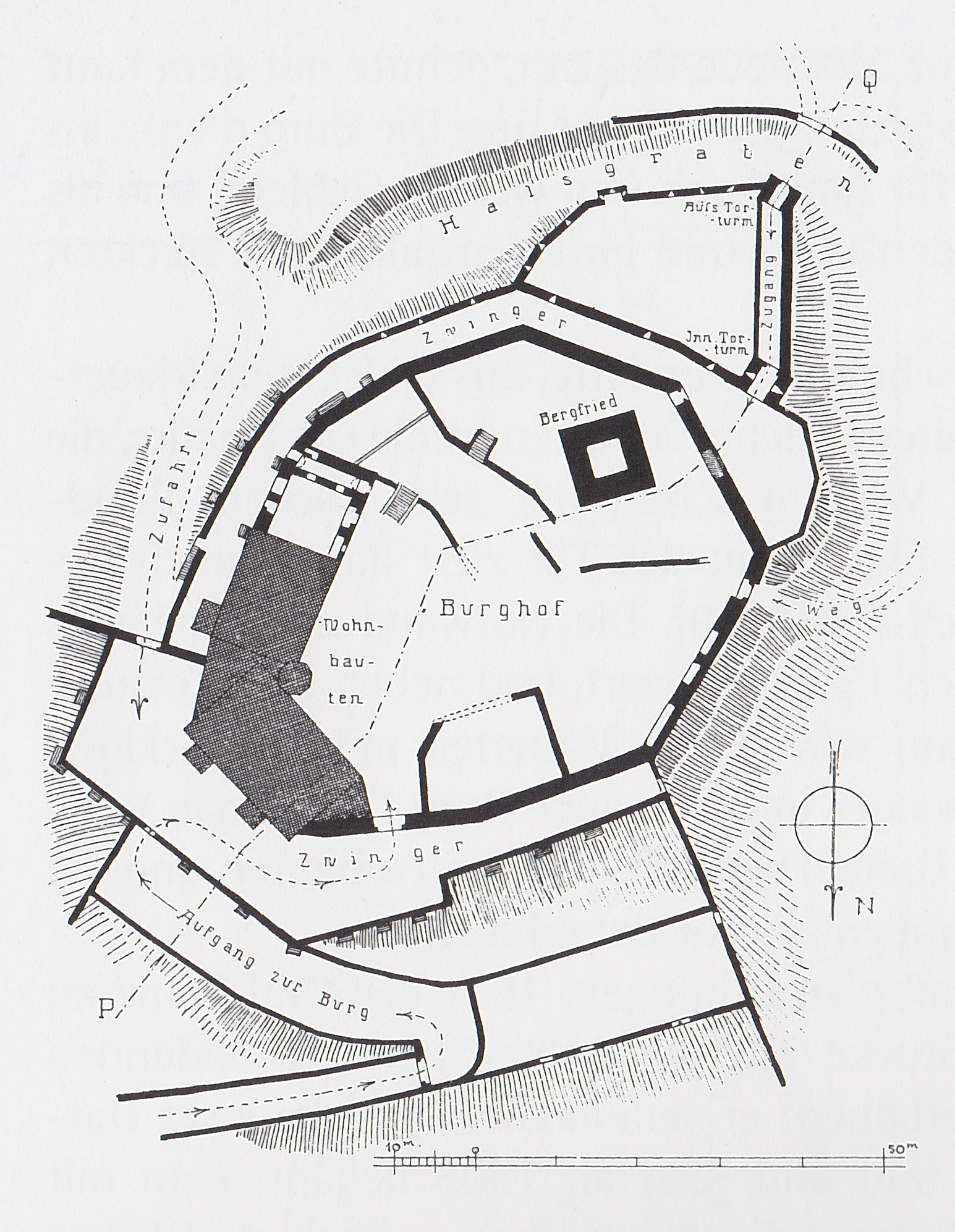
Grundrissplan der Burg von 1917

## Museum Burg Miltenberg
Seit Juli 2011 beherbergt die sanierte Mildenburg  das Museum Burg Miltenberg als Teil der Museen Miltenbergs. Die Ausstellung besteht aus ca. 170 Kunstwerken des 20. und 21. Jahrhundert (Sammlung Jürgen Lenssen) sowie russische und griechische Ikonen vom 16. bis 19. Jahrhundert (Sammlung Diözese Würzburg) und über 180 rumänische Hinterglasikonen (Sammlung Joachim und Marianne Nentwig).

## Persönlichkeiten
- Ferdinand Bock von Wülfingen (1883–1956), Generalleutnant, starb hier